# Bastilleelefanten
Bastilleelefanten var et monument i Paris, som eksisterede mellem 1813 og 1846. Idéen om monumentet blev til af Napoleon 1. allerede i 1808, og det var meningen, at elefanten skulle være i bronze og stå på Bastillepladsen. Det var dog kun en fuldskalamodel i gips, som blev udført. Modellen med sine 24 meters højde blev imidlertid en bemærkelsesværdig konstruktion, og blev udødeliggjort i Victor Hugos roman Les Misérables fra 1862, hvor den blev brugt som tilholdssted af gadebarnet Gavroche.
Statuen blev opført på Bastillens beliggenhed og, selvom en del af den oprindelige konstruktion fortsat findes, blev selve elefanten erstattet nogle år senere af Julisøjlen, som blev opført på samme sted.

## Tilblivelse
Da Bastillen faldt i juli 1789, var der stor debat om, hvad der skulle erstatte borgen, eller om borgen skulle vedstå som en monument over fortiden. Entreprenøren Pierre-François Palloy sikrede sig kontrakten til at rive bygningen ned. Borgens byggesten skulle genbruges i opførelsen af Pont de la Concorde og andre dele blev solgt af Palloy som souvenirs. I de følgende måneder blev borgen revet ned af op mod 1.000 arbejdere, og i 1792 blev området omdannet til Place de la Bastille med kun omridset af borgen tilbage.
I 1793 blev et springvand opført på pladsen kendt som "Fountaine de la Regeneration". Springvandet havde et ægyptisk-inspireret udseende og forestillede en kvinde med vand springene fra hendes bryster.
Napoleon 1. planlagde mange byfornyelsesprojekter i og omkring Paris, og han var særligt glad for monumenter over sine sejre. Han ønskede at lave en særlig triumferende struktur, der skulle illustrere hans militære evner og begyndte processen med at designe en 24 meter høj bronzeelefant. I et kejserligt dekret fra den 24. februar 1811 specificerede Napoleon, at bronzeelefanten skulle støbes med de kanoner, som blev erobret i Slaget ved Friedland. En trappe skulle gøre det muligt for besøgende at stige op af det ene af elefantens ben til en udsigtsplatsform udført i stil med en howdah på dens ryg.

## Konstruktion
Dominique Vivant fik til opgave at føre tilsyn med projektet. Oprindeligt blev Jacques Cellerier valgt som arkitekt på projektet og arbejdet med fundamentet blev påbegyndet i 1810, hvor hvælvingene og de underjordiskførede rør og kanaler blev færdiggjort i 1812. På det her tidspunkt blev Vivant erstattet Jean-Antoine Alavoine, og hovedbasinet stod hurtigt færdig herefter.
Alavoine indså, at han blev nødt til at vise omverdenen hvordan det endelige værk ville se ud, og han hyrede der for Pierre-Charles Bridan til at lave en model i fuld skala i gips over en træramme. Modellen blev færdiggjort i 1814, og modellen blev bevogtet af en vagt ved navn Levasseur, som boede i en af elefantens ben.
Arbejdet på skulpturen stoppede i 1815 efter Napoleons nederlag i Slaget ved Waterloo. Alavoine fortsatte imidlertid med at søge støtte til at kunne færdiggøre skulpturen i 1833, og andre viste også interesse i at færdiggøre den. I 1841 og 1843 besluttede bystyret af færdiggøre elefanten i enten bronze, jern eller kobber, men ingen af forslagene blev accepteret.

## Nedrivning
Beboere i nærheden af Bastillepladsen begyndte at klage over, at rotter boede i elefanten og søgte føde i deres hjem. fra slutningen af 1820'erne bad de om en nedrivning af elefanten. Modelelefanten blev ikke fjernet indtil 1846, hvor den fremstod voldsomt udsat for slid, vind og vejr.

## Arv
Det cirkulære basin, som elefanten stod i, eksisterer stadig og understøtter soklen på Julisøjlen.

Selve elefanten blev beskrevet negativt af Victor Hugo i Les Misérables; der findes derudover kun begrænsede offentlige holdningstilkendegivelser om statuen.
Den faldt i ruiner; hver årstid dannede gipsen, der løsnede sig fra siderne, hæslige sår på den. Ædilerne, som udtrykket løber i den elegante dialekt, har glemt den siden 1814. Der stod den i sit hjørne, melankolsk, syg, smuldrende, omringet af en rådnende palisade, uafbrudt tilsmudset af fulde kuske; revner slyngede sig hen over dens bug, en lægte ragede ud fra dens hale, højt græs blomstrede mellem dens ben; og da stedets niveau var steget rundt omkring den i et rum af tredive år, ved den langsomme og kontinuerlige bevægelse, som ufølsomt hæver jorden i store byer, stod den i et hul, og det så ud, som om jorden var givet efter under den. Den var uren, foragtet, frastødende og suverænt grim i de borgerliges øjne, melankolsk i tænkerens øjne.

— Victor Hugo, Les Misérables, 1862
I april 2012 blev en mindre kopi af elefanten bygget i Greenwich som en del af kulissen til filmversionen fra 2012 af musicalen.

## Galleri
- Akvarel af arkitekt Jean-Antoine Alavoine
- 1828-tegning af springvandet af Louis Bruyère
- 1828-tegning af Canal Saint-Martin under springvandet af Louis Bruyère
- 1834-engravering af en ukendt kunstner
- 1853-tegning af Gabriel Roux